# 木戶幸一
木戶幸一（1889年7月18日—1977年4月6日），日本東京人，侯爵，在第二次世界大戰期間任內大臣，是昭和天皇最親信的顧問，戰後以戰犯罪名被判終身監禁。

## 生平

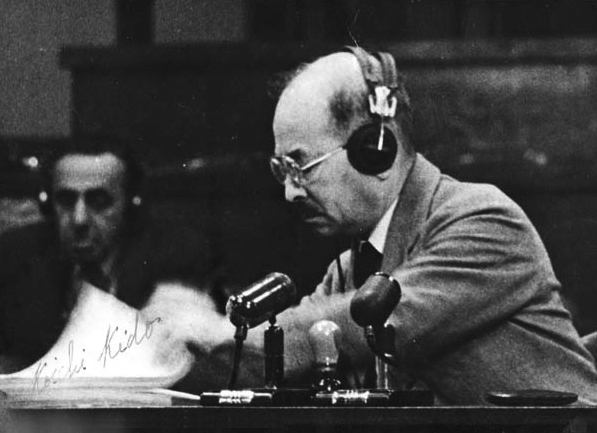
木戶幸一受审

### 早年
京都大學畢業後進入農商務省。昭和2年（1927年）與近衞文麿、德川家達等人成立了火曜會。昭和5年（1930年）任內大臣（日語：ないだいじん）秘書官長，昭和12年（1937年）任第一次近衛內閣的文部大臣（もんぶだいじん）、厚生大臣（こうせいだいじん），昭和14年（1939年）任平沼內閣的內務大臣，昭和15年（1940年）－昭和20年（1945年）任內大臣之職務。1941年，在第三次近衛内閣辞職以後，他以「不入虎穴，焉得虎子」的理由，推薦東條英機為首相。在太平洋戰爭剛開始時，木戶幸一全力支持東條英機，但在戰局對日本不利以後，他和元老重臣們聯手打倒了東條内閣。

### 戰後
戰後，木戶幸一被遠東國際軍事法庭以戰犯之罪名逮捕。為了保住天皇，木戶幸一認罪，希望把所有的責任攬下來，並主動交出自己的日記作為證明。木戶幸一宣言他為了終結太平洋戰爭，有處理終戰工作，使昭和天皇能順利頒布終戰詔書，自己是反戰的，不該被逮捕，此類發言使同為戰犯的武藤章和佐藤賢了大怒，大罵木戶幸一厚顔無恥。同時，英國法官也不採信木戶幸一的話，認為如果天皇真的反戰，木戶幸一作為臣子也應該全力反戰。由此他被判有罪，然而在十一國大法官投票表決時，以五票賛成、六票反對而免被判死刑。後判處終身監禁，判決後服刑於東京巢鴨監獄（すがもこうちしょ）。昭和30年（1955年）被釋放後自政治界引退。於昭和52年（1977年）4月6日在宮內廳醫院（くないちょうびょういん）逝世，享年87歳。

## 家庭
木户的祖母木户治子，是“维新三杰”之一的长州藩士木户孝允之妹。其妻则是陆军大将、第四任台湾总督儿玉源太郎的女儿。

## 外部連結
- 系図でみる近現代
- 木戸日記研究会旧蔵資料 | 国立国会図書館
- 木戸幸一の墓 （页面存档备份，存于）
- 木戸幸一 系譜 （页面存档备份，存于）

| 前任： 末次信正 | 內務大臣 第58任：1939年－1939年 | 繼任： 小原直 |

| 前任： 湯淺倉平 | 內大臣 第13任：1940年－1945年 | 繼任： 無（廢止） |